# Польский альбом (фильм)
«Польский альбом» (пол. Album polski) — польский двухсерийный кинофильм, снятый в 1970 году кинокомпанией «План» кинорежиссером Яном Рыбковским. 
Премьера в Польше состоялась 8 мая 1970 года.

## Сюжет
Студентов Анну и Томека, познакомившихся на отдыхе, заинтересовала старая фотография из газеты 1945 года, на которой изображена группа солдат, среди которых отец Томека.
Расспросив вдову погибшего сержанта с фотографии, Анна решает разыскать его фронтовых товарищей и подготовить радиопередачу, в которой надеется рассказать об их дальнейшей судьбе. Журналистское расследование приводит Анну к отцу Томека, который с удивлением находит удивительное сходство Анны с женщиной, которую он полюбил в 1945.
Постепенно она открывает удивительную и романтическую историю судьбы своей матери и отца приятеля.

## В ролях
- Анджей Северин — Томек
- Барбара Брыльска — 1. Анна, 2. Мария, мать Анны
- Ян Махульский — Пëтр, отец Томека
- Болеслав Плотницкий — Болеслав Перкуц
- Мацей Дамецкий — милиционер Юзек
- Казимеж Фабисяк — профессор археологии
- Францишек Печка — Франек, отчим Анны
- Януш Быльчиньский — член партии
- Эугениуш Каминьский — Стефан
- Тадеуш Шмидт — Ян
- Збигнев Кочанович — служащий отдела репатриации
- Вацлав Ковальский — Мазур
- Ядвига Курылюк —  мать Юзека
- Адам Мулярчик — железнодорожник
- Богуш Билевский — бандит
- Людвик Пак — мужчина в машине
- Данута Водыньская — женщина, идущая в Ченстохову
- Кароль Штрасбургер — солдат-пограничник
- Адам Павликовский
- Барбара Драпинская — советская медсестра
- Збигнев Добжиньский - бывший узник концлагеря

и др.

## Награды
- Премия Министерства национальной обороны I степени.